# Manuel Redondo
Manuel Redondo García (Siviglia, 11 gennaio 1985) è un ex calciatore spagnolo, di ruolo difensore.

## Carriera

### Club
Ha giocato nella massima serie cipriota e nella seconda divisione spagnola.

## Palmarès

### Club

#### Competizioni nazionali
- Coppa di Spagna: 1

Siviglia: 2009-2010
- Thai League 1: 1

Buriram United: 2013
- Thai FA Cup: 1

Buriram United: 2013